# 科研評估
科研評估（英語：Research Assessment Exercise，縮寫：RAE）是由四家英國高等教育基金會大約每三至七年評選一次的英國高等教育研究水平報告。這四家機構分別是HEFCE、SHEFC、HEFCW和DELNI，其結果是由領域內專家同行評審得出的排名。最后的一次報告則在2008年。2014年被研究卓越框架（Research Excellence Framework）所取代。

## 歷史
其迄今為止總共得出六次報告，第一次報告在1986年瑪格麗特·柴契爾政府執政時由英國大學撥款委員會（University Grants Committee）得出，該組織即現在的四家基金會的前身。隨後幾次分別出自1989、1992、1996、2001和2008年。
1989年和1992年的報告名為“research selectivity exercise”，由大學基金會（Universities Funding Council）得出。其他的報告則使用現名“research assessment exercises”。

## 2008年報告
2008年的科研評估將大學的研究能力分為五個等級，這不同於之前三次的七級評估。
| 等級                   | 描述                                                                             |
| ---------------------- | -------------------------------------------------------------------------------- |
| 4*                     | 根據其創意、重要性和嚴格程度，研究水平為“世界領先”（world-leading）              |
| 3*                     | 根據其創意、重要性和嚴格程度，研究水平為“國際優秀”（internationally excellent）  |
| 2*                     | 根據其創意、重要性和嚴格程度，研究水平為“國際認可”（recognised internationally） |
| 1*                     | 根據其創意、重要性和嚴格程度，研究水平為“國內認可”（recognised nationally）      |
| 未分類（Unclassified） | 根據其創意、重要性和嚴格程度，研究水平低於國內標準或沒有合格的研究。             |

## 批評
科研評估忽略了大量以固定期限合同形式僱傭的全職研究員得出的研究，2008年科研評估指南顯示研究助理也“不算是活躍的研究人員”。只有這些研究助理的論文、研究中有正式教員參與時才會算數。另外也有關於評選人員的個人能力的質疑。
自1996年大學教師協會成立以來，其政策一直傾向於反對科研評估。原因是：
RAE對英國教育系統有災難性的影響，導致了許多有實力的研究部門倒閉，也影響到了對有實力的學生的招收。此外其也應該對失業、歧視性行為、全球教員道德淪喪、過度注重資金而導致研究機會減少和教研關係的破壞負責。
而2003年的官方科研評估評論“羅伯茨報告”（Roberts Report）對此作出了迴應并決意改進。
下議院科技特別委員會（House of Commons Science and Technology Select Committee）持比較樂觀的看法，認為RAE有積極影響：它鼓勵大學注重其對研究的管理以及保證了經費可以集中在學術上，并對大學研究表現的提高作出了貢獻。

## 外部連結
- Links to 2008 League Tables (The Independent) （页面存档备份，存于）
- Links to 2008 League Tables (Research Fortnight)
- Links to 2008 League Tables (Guardian) （页面存档备份，存于）
- 2001 RAE Institution Ranking (Guardian) （页面存档备份，存于）
- Official RAE website for 2008 exercise （页面存档备份，存于）
- Archived RAE website for 2001 exercise